# Tycjana
Tycjana  – imię żeńskie pochodzenia łacińskiego, od nazwy rodowej Titianus, co oznacza "pochodząca od Tytusa", "należąca do Tytusa". Żeński odpowiednik imienia Tycjan. Wśród patronów - św. Tycjan, biskup (zm. w 650 roku).
Tycjana imieniny obchodzi 16 stycznia, 3 marca